# Marków Stawek
Marków Stawek – staw na północnych stokach Babiej Góry w Beskidzie Żywieckim, jeden z największych i najbardziej znanych naturalnych zbiorników wodnych w masywie babiogórskim. Nazwa stawu jest związana z nazwą sąsiedniej hali – Markowych Szczawin.

## Położenie
Leży na rozległym wypłaszczeniu zbocza w zachodniej części masywu Babiej Góry, u północnych podnóży Małej Babiej Góry, na wysokości 1135 m n.p.m., poniżej wysokiej zerwy Borsuczych Skał i tuż powyżej Górnego Płaju.

## Pochodzenie
Marków Stawek – podobnie jak inne stawki na północnych stokach Babiej Góry – był kiedyś uważany za zbiornik wodny pochodzenia polodowcowego. Jeszcze Kazimierz Sosnowski w swym „Przewodniku po Beskidach Zachodnich” w latach 40. XX w. pisał o nim jako o morenowym jeziorku, utworzonym przez lodowiec Cylu. Obecnie powszechnie uznaje się go za typowe jeziorko osuwiskowe, powstałe w wyniku lokalnych ruchów masowych na podłożu fliszu karpackiego.

## Hydrografia
Rozległa i płytka misa jeziorna o kształcie zbliżonym do kolistego jest zamknięta od północy niskim i słabo już wyróżniającym się wałem rumowiskowym. Brzegi są łagodne, częściowo pokryte gliniastą glebą i intensywnie zarastające roślinnością. Dno jest muliste. Powierzchnia stawu wynosi średnio ok. 180 m² (w różnych okresach różni autorzy podawali od 113 m² do 300 m²), a jego średnia głębokość zaledwie 15 cm (pomiary z dnia 12 września 1971 r.). Stawek w szybkim tempie wypełnia się osadami i starzeje (jeszcze w latach 50. XX w. głębokość stawku była podawana na 0,3 ÷ 0,8 m). Jego misa intensywnie zarasta roślinnością. Pomimo małej głębokości i dość znacznych wahań stanów wody Marków Stawek jednak nigdy całkiem nie wysycha.
Trwała pokrywa lodowa utrzymuje się średnio przez 5 miesięcy, od połowy listopada do połowy kwietnia, jednak ze względu na mniejszą głębokość Marków Stawek zamarza zawsze wcześniej niż znacznie głębszy Mokry Stawek.

## Fauna
Jedynymi przedstawicielami kręgowców w faunie stawu są płazy. W strefie pelagicznej zbiornika licznie rozmnażają się dwa gatunki traszek, górska i karpacka, przy czym dla tej drugiej jest to najwyższe miejsce występowania w masywie Babiej Góry. Marków Stawek jest też tym babiogórskim zbiornikiem, w którym najobficiej występuje kumak górski. Rozmnaża się tu kosmopolityczna żaba trawna, a prawdopodobnie również ropucha szara. Niektóre źródła podają okresowe występowanie tu (rozmnażanie?) salamandry plamistej.
Poza tym fauna Markowego Stawku jest zbliżona do tej, którą znamy z Mokrego Stawku, z tym wyjątkiem, że nie występuje tu ślimak Radix bathica peregra (Müll.). Ubóstwo ilościowe planktonu w Markowym Stawku jest spowodowane nadmierną ilością larw traszek w tym zbiorniku.